# Faith Hill
Faith Hill (născută Audrey Faith Perry la 21 septembrie 1967, Jackson, Mississippi) este o cântăreață americană de muzică country, recunoscută pentru succesul său muzical și comercial dar și pentru căsătoria sa intens mediată cu cântărețul de muzică country Tim McGraw. 

## Biografie timpurie
Hill a crescut în orășelul Star, Mississippi, fiind adoptată de timpuriu, ca sora cea mică a altor doi frați mai mari. A început să cânte de la o vârstă foarte timpurie dovedind talent vocal și scenic. După terminarea liceului a început să studieze în colegiu, dar în curând a renunțat la cursuri în favoarea încercării de a avea o carieră muzicală. Pentru aceasta s-a mutat în orașul-fanion al muzicii country, Nashville, Tennessee. 
În anii timpurii ai prezenței sale în Nashville, lucrând ca secretară, a fost remarcată în timp ce cânta de una singură, fapt ce a constituit începutul carierei sale muzicale. A fost căsătorită cu un director executiv din domeniul muzicii, Dan Hill, de la care a păstrat numele său de cântăreață, Hill. Acest Dan Hill nu trebuie confundat cu cantautorul anilor 1970 Dan Hill, care este cunoscut pentru hit-ul său "Sometimes When We Touch". 

## Discografie

### Albume de studio
- Take Me As I Am (1993) #59 US (3X platină)
- It Matters to Me (1995) #29 US (4X platină)
- Faith (1998) #7 US (6X platină)
- Breathe (1999) #1 US (8X platină), #19 UK
- Cry (2002) #1 US (2X platină), #29 UK
- Fireflies (2005) #1 US (2X platină)

### Compilații
- There You'll Be (2001) #6 UK

### Single-uri
| An   | Titlu                                                            | Clasare    | Clasare    | Clasare | Clasare | Album                                                  |
| An   | Titlu                                                            | US Hot 100 | US Country | US AC   | UK      | Album                                                  |
| ---- | ---------------------------------------------------------------- | ---------- | ---------- | ------- | ------- | ------------------------------------------------------ |
| 1993 | "Wild One"                                                       | -          | #1         | -       | -       | Take Me As I Am                                        |
| 1994 | "Piece Of My Heart"                                              | -          | #1         | -       | -       | Take Me As I Am                                        |
| 1994 | "Take Me As I Am"                                                | -          | #2         | -       | -       | Take Me As I Am                                        |
| 1994 | "But I Will"                                                     | -          | #35        | -       | -       | Take Me As I Am                                        |
| 1995 | "It Matters to Me"                                               | #74        | #1         | -       | -       | It Matters to Me                                       |
| 1995 | "Let's Go To Vegas"                                              | -          | #5         | -       | -       | It Matters To Me                                       |
| 1996 | "Someone Else's Dream"                                           | -          | #3         | -       | -       | It Matters To Me                                       |
| 1996 | "You Can't Lose Me"                                              | -          | #6         | -       | -       | It Matters to Me                                       |
| 1996 | "I Can't Do That Anymore"                                        | -          | #8         | -       | -       | It Matters to Me                                       |
| 1998 | "This Kiss"                                                      | #7         | #1         | #3      | #13     | Faith                                                  |
| 1998 | "Just To Hear You Say That You Love Me" (împreună cu Tim McGraw) | -          | #3         | -       | -       | Faith                                                  |
| 1998 | "Let Me Let Go"                                                  | #33        | #1         | #10     | -       | Faith                                                  |
| 1999 | "Love Ain't Like That"                                           | #68        | #12        | -       | -       | Faith                                                  |
| 1999 | "The Secret of Life"                                             | #46        | #4         | -       | -       | Faith                                                  |
| 1999 | "Breathe"                                                        | #2         | #1         | #1      | #33     | Breathe                                                |
| 2000 | "The Way You Love Me"                                            | #7         | #1         | #3      | #15     | Breathe                                                |
| 2000 | "Let's Make Love" (împreună cu Tim McGraw)                       | #54        | #6         | -       | -       | Breathe                                                |
| 2001 | "If My Heart Had Wings"                                          | #39        | #3         | -       | -       | Breathe                                                |
| 2001 | "There You'll Be"                                                | #10        | #11        | #1      | #3      | Pearl Harbor [Soundtrack]                              |
| 2001 | "Where Are You Christmas?"                                       | #65        | #26        | #10     | -       | Dr. Seuss' How The Grinch Stole Christmas [Soundtrack] |
| 2002 | "Cry"                                                            | #33        | #12        | #1      | #25     | Cry                                                    |
| 2003 | "When The Lights Go Down"                                        | -          | #26        | -       | -       | Cry                                                    |
| 2003 | "One"                                                            | -          | -          | #7      | -       | Cry                                                    |
| 2003 | "You're Still Here"                                              | -          | #28        | -       | -       | Cry                                                    |
| 2005 | "Mississippi Girl"                                               | #29        | #1         | -       | -       | Fireflies                                              |
| 2005 | "Like We Never Loved at All" (împreună cu Tim McGraw)            | #45        | #5         | #11     | -       | Fireflies                                              |
| 2006 | "The Lucky One"                                                  | #84        | #10        | -       | -       | Fireflies                                              |